# Calvin Ramsay
Calvin William Ramsay (Aberdeen, 31 juli 2003) is een Schots voetballer die doorgaans speelt als rechtsback. In juli 2022 verruilde hij Aberdeen voor Liverpool. Ramsay maakte in 2022 zijn debuut in het Schots voetbalelftal.

## Clubcarrière
Ramsay speelde vanaf zijn negende in de jeugdopleiding van Aberdeen. Deze doorliep hij en zijn eerste optreden in de hoofdmacht volgde op 20 maart 2020, toen door een doelpunt van Adrián Sporle met 1–0 werd verloren van Dundee United in het Scottish Premiership. Ramsay moest van interim-coach Paul Sheerin op de reservebank beginnen en hij mocht in de blessuretijd van de tweede helft invallen voor Tommie Hoban. In januari 2021 tekende de vleugelverdediger een nieuwe verbintenis bij Aberdeen, die zou lopen tot medio 2024. Op 2 april 2022 maakte Ramsay zijn eerste professionele doelpunt, in een uitwedstrijd bij Dundee. Hij opende vier minuten voor rust de score. Via Jordan McGhee werd het gelijk, waarna Ross McCrorie Aberdeen weer op voorsprong zette. Door een treffer van Daniel Mullen werd het uiteindelijk 2–2.
In juni 2022 werd hij voor een bedrag van circa vijf miljoen aangetrokken door Liverpool, waar hij voor vijf jaar tekende, ingaande per 1 juli. In juni 2023 werd overeengekomen dat Ramsay het seizoen 2023/24 zou doorbrengen op huurbasis bij Preston North End. Mede door een blessure kwam hij niet vaker dan twee keer in actie voor Preston en in de winterstop keerde hij terug naar Liverpool. Hierop werd besloten hem opnieuw te verhuren, ditmaal aan Bolton Wanderers. Wigan Athletic huurde Ramsay in juni 2024. In de winterstop keerde hij terug naar Liverpool. Hierop haalde Kilmarnock hem op huurbasis terug naar Schotland.

## Clubstatistieken
| Seizoen | Club                | Competitie     | Competitie | Competitie | Beker | Beker | Internationaal | Internationaal | Totaal | Totaal |
| Seizoen | Club                | Competitie     | Wed.       | Dlp.       | Wed.  | Dlp.  | Wed.           | Dlp.           | Wed.   | Dlp.   |
| ------- | ------------------- | -------------- | ---------- | ---------- | ----- | ----- | -------------- | -------------- | ------ | ------ |
| 2020/21 | Aberdeen            | Premiership    | 4          | 0          | 2     | 0     | —              | —              | 6      | 0      |
| 2021/22 | Aberdeen            | Premiership    | 24         | 1          | 3     | 0     | 6              | 0              | 33     | 1      |
| 2022/23 | Liverpool           | Premier League | 0          | 0          | 1     | 0     | 1              | 0              | 2      | 0      |
| 2023/24 | → Preston North End | Championship   | 2          | 0          | 0     | 0     | —              | —              | 2      | 0      |
| 2023/24 | → Bolton Wanderers  | League One     | 3          | 0          | 1     | 0     | —              | —              | 4      | 0      |
| 2024/25 | → Wigan Athletic    | League One     | 8          | 0          | 4     | 0     | —              | —              | 12     | 0      |
| 2024/25 | → Kilmarnock        | Premiership    | 8          | 0          | 0     | 0     | —              | —              | 8      | 0      |
| Totaal  | Totaal              | Totaal         | 49         | 1          | 11    | 0     | 7              | 0              | 67     | 1      |

Bijgewerkt op 1 juli 2025.

## Interlandcarrière
Ramsay maakte zijn debuut in het Schots voetbalelftal op 16 november 2022, toen een vriendschappelijke wedstrijd tegen Turkije met 2–1 verloren werd. Ozan Kabak en Cengiz Ünder scoorden voor dat land en de tegengoal kwam van John McGinn. Ramsay moest van bondscoach Steve Clarke op de reservebank starten en hij viel in de rust in voor Ryan Fraser.
| Interlands van Calvin Ramsay voor Schotland | Interlands van Calvin Ramsay voor Schotland | Interlands van Calvin Ramsay voor Schotland | Interlands van Calvin Ramsay voor Schotland | Interlands van Calvin Ramsay voor Schotland | Interlands van Calvin Ramsay voor Schotland | Interlands van Calvin Ramsay voor Schotland |
| №                                           | Datum                                       | Wedstrijd                                   | Uitslag                                     | Competitie                                  | Goals                                       |                                             |
| Als speler bij Liverpool                    | Als speler bij Liverpool                    | Als speler bij Liverpool                    | Als speler bij Liverpool                    | Als speler bij Liverpool                    | Als speler bij Liverpool                    | Als speler bij Liverpool                    |
| ------------------------------------------- | ------------------------------------------- | ------------------------------------------- | ------------------------------------------- | ------------------------------------------- | ------------------------------------------- | ------------------------------------------- |
| 1                                           | 16 november 2022                            | Turkije – Schotland                         | 2 – 1                                       | Vriendschappelijk                           |                                             |                                             |

Bijgewerkt op 1 juli 2025.